# Abbazia San Galgano
Die Abbazia San Galgano ist die Ruine einer ehemaligen Abtei etwa 35 km südwestlich von Siena auf dem Gebiet der Gemeinde Chiusdino in der Toskana in Italien.

## Geschichte

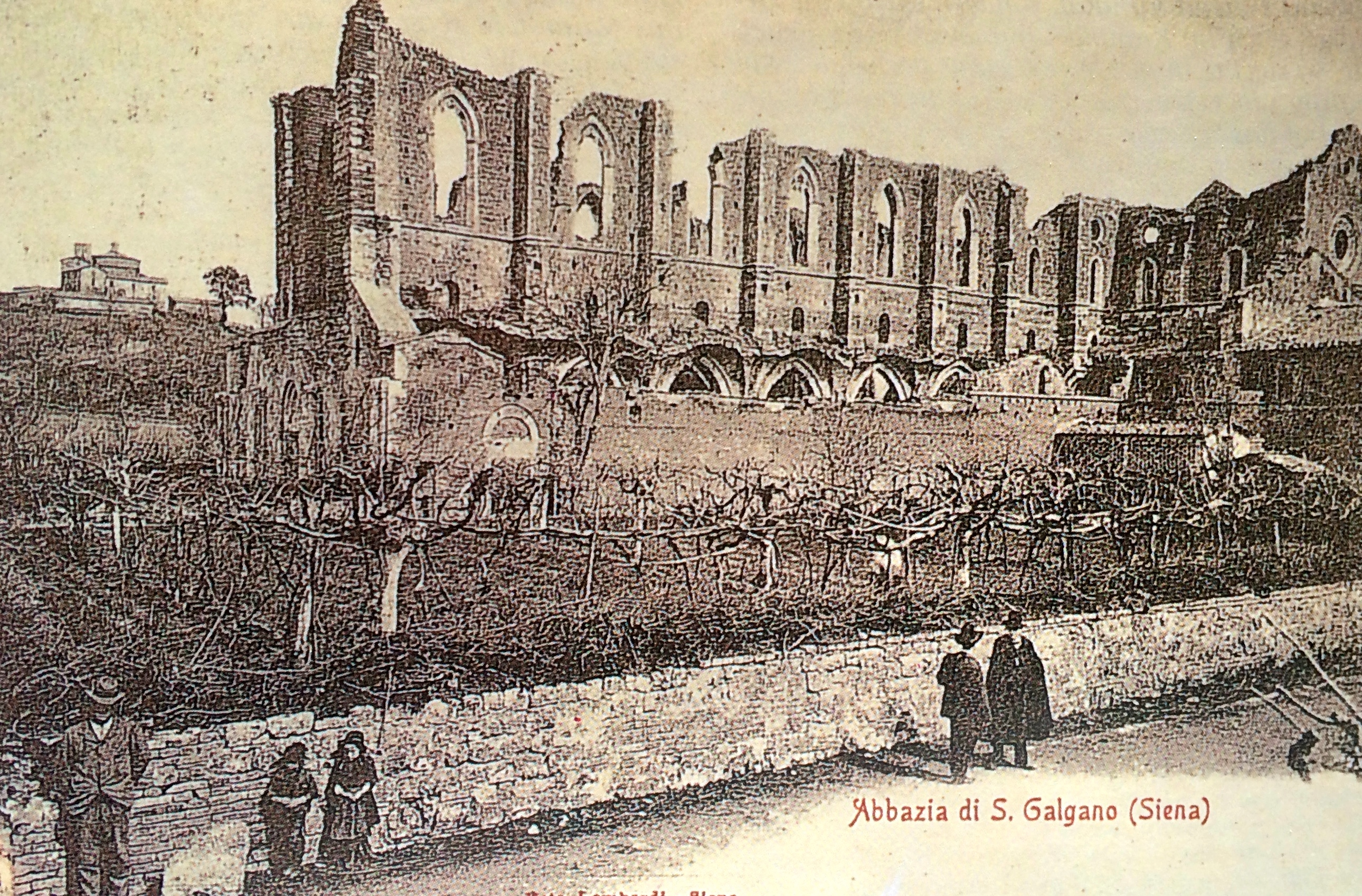
Historische Aufnahme

Das Kloster wurde im 12. Jahrhundert von Galgano Guidotti auf dem Hügel Montesiepi gegründet. Nachdem Guidotti im Alter von 33 Jahren verstorben war, kamen Zisterzienser-Mönche auf den Montesiepi. Die ursprüngliche Einsiedelei auf dem Hügel, welche heute noch gut erhalten ist, wurde bald zu eng, weshalb um 1220 mit dem Bau der Abbazia di San Galgano im wenige hundert Meter entfernten Tal begonnen wurde. Die Abtei von San Galgano war die erste (und einzige) Neugründung der Zisterzienser im Gebiet der Toskana, da sie ansonsten üblicherweise bereits bestehende Klosteranlagen der Benediktiner bezogen. Nachdem möglicherweise bereits eine Niederlassung von Mönchen bestanden hatte, die unmittelbar aus dem Kloster Clairvaux gekommen waren, unterstand die neue Abtei dem Mutterkloster Casamari und gehörte damit der Filiation der Primarabtei Clairvaux an.
Die Mönche von San Galgano gelangten sehr bald zu großem Landbesitz. Sie wurden mit Notariats- und Verwaltungsarbeiten betraut und spielten eine führende Rolle beim Dombau in Siena. Sie legten Sümpfe trocken und schufen neue landwirtschaftliche Nutzflächen. Außerdem bauten sie Mühlen und Walkereien, in denen Wolle veredelt wurde. Das Kloster entwickelte sich schnell zur blühendsten Zisterzienserniederlassung in der Toskana. 1233 wurde das Kloster San Pantaleone di Monte Faeta bei Lucca als Tochterkloster dem Kloster San Galgano unterstellt, 1246 das Kloster San Salvatore a Settimo in Scandicci bei Florenz, 1261 das Kloster San Michele della Verruca bei Pisa und 1337 das Kloster San Michele a Quarto bei Siena.
Der wirtschaftliche Abstieg begann bereits im 14. Jahrhundert, als durch Hungersnöte und Pestepidemien viele Mönche und Laienbrüder starben und marodierende Söldnerheere aus Florenz die Gegend unsicher machten. Ein Überfall durch den Florentiner Condottiere Giovanni Acuto leitete 1364 den Niedergang der Abtei ein. Vor 1514 fiel die Abtei in Kommende. Der Kommendatarabt Girolamo Vitelli verkaufte um 1550 die Bleidächer der Klosterkirche, wodurch die Kirche schweren Schaden erlitt.
Die Zisterzienser blieben bis 1783, als Großherzog Leopold I. das Kloster aufhob. 1783 stürzten der Glockenturm und die meisten Gewölbe der Kirche ein. Nach und nach trugen die Bauern der Umgebung Steine vom Mauerwerk ab, um sich damit ihre Häuser zu bauen. Das Kloster wurde 1815 zum Bauernhof. 1881 wurde die Abtei von Giuseppe Partini restauriert.
1961 erhielt ein Zisterziensermönch aus Rom die Erlaubnis, nach San Galgano zu übersiedeln und die Abteiruine wieder zum Leben zu erwecken. Er baute einige Zellen aus und begann damit die Wiederbelebung des Klosters für den Nonnenorden der Olivetaner, der San Galgano zu einem Ort der klösterlichen Abgeschiedenheit erklärte. Eine kleine Werkstatt (unter anderem Ikonenmalerei und Stickerei) wurde eingerichtet.
Heute ist der 71 Meter lange Sakralbau trotz des eingestürzten Dachs eine der Hauptsehenswürdigkeiten in der Toskana. Bei Nacht wird die Ruine aufwendig beleuchtet. Zeitweise finden Theater- und Tanzaufführungen statt. Die Abtei San Galgano wurde von vielen als das bedeutendste gotische Bauwerk der Toskana angesehen.Ref?

## Bauten und Anlage

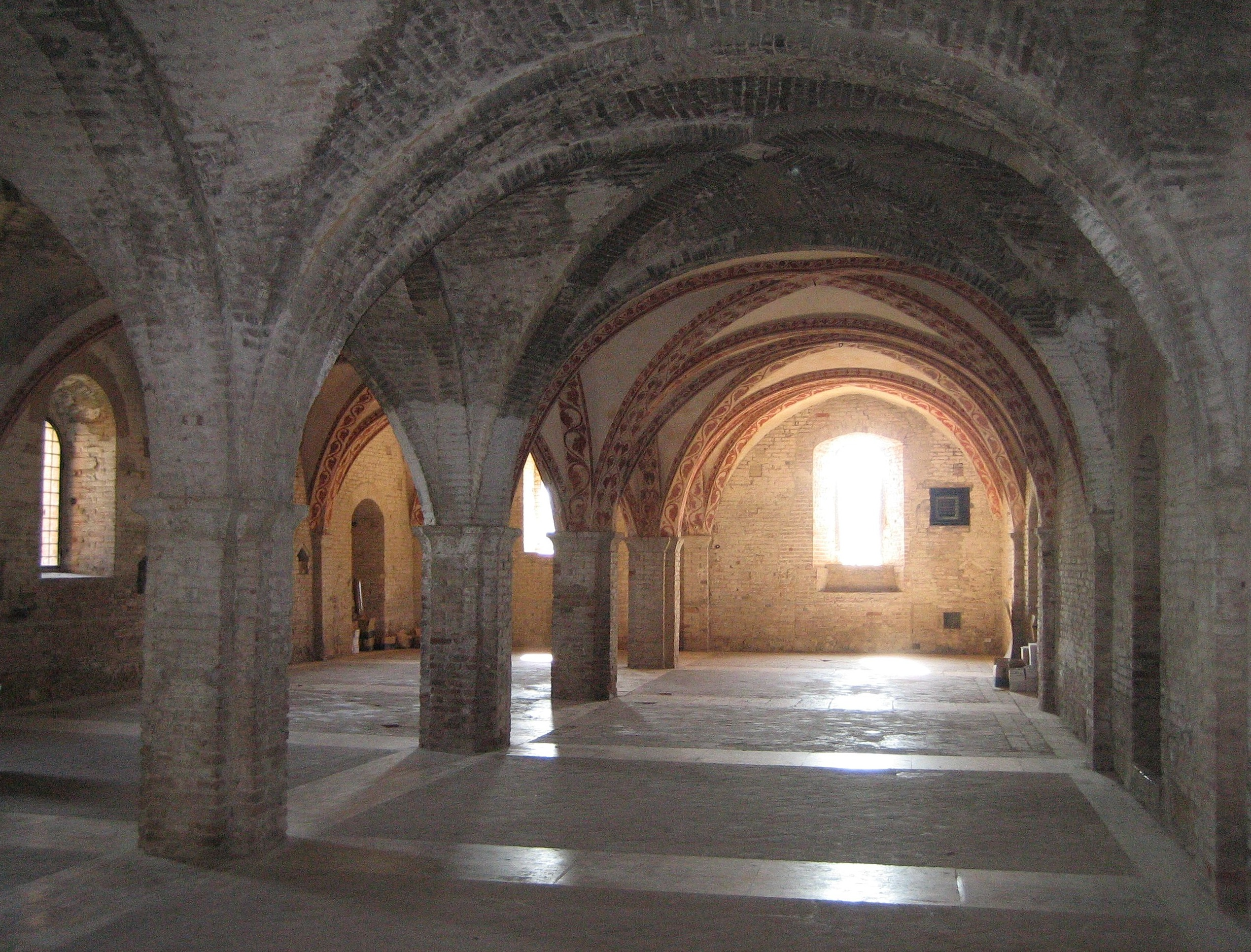
Skriptorium von San Galgano

Die Kirche stellt in Mittelitalien einen einzigartigen Fremdkörper dar. Mit diesem Bau wurden zum ersten Mal gotische Stilelemente in der Toskana eingeführt, jedoch konnte sich die reine französische Gotik in der Toskana nie durchsetzen. Der Bau der Kirche orientierte sich an dem Vorbild der Mutterkirche von Casamari in Latium. Diese lehnte sich ihrerseits eng an die burgundische Bauweise an. So ist die Kirche von San Galgano nach dem klassischen Schema der Zisterzienserkirchen im bernhardinischen Plan angelegt und wirkt sehr französisch. Sie besteht aus drei Schiffen zu je acht Jochen, einem Querschiff mit einem zusätzlichen Westschiff und einem flach abschließenden Chor auf der Form eines lateinischen Kreuzes. Auch die Nebenkapellen haben – ganz in der Tradition des Ordens nach den Vorgaben von Bernhard von Clairvaux – einen fast quadratischen Grundriss.
Der Wandaufbau des Mittelschiffs ist nicht einheitlich. Der ältere Ostteil ist viergeschossig: Auf die Arkadenzone folgt eine Reihe kleiner Fenster, darüber spitzbogige Fenster und zuoberst Rundfenster. Im Westen hingegen ist der Wandaufbau nur dreigeschossig. Eine weitere Eigenart zeigt sich in der Verwendung von zwei Baumaterialien: Travertin für die tragenden und gliedernden Teile, Ziegelsteine dagegen für den Maueraufbau und die Gewölbe.

### Montesiepi

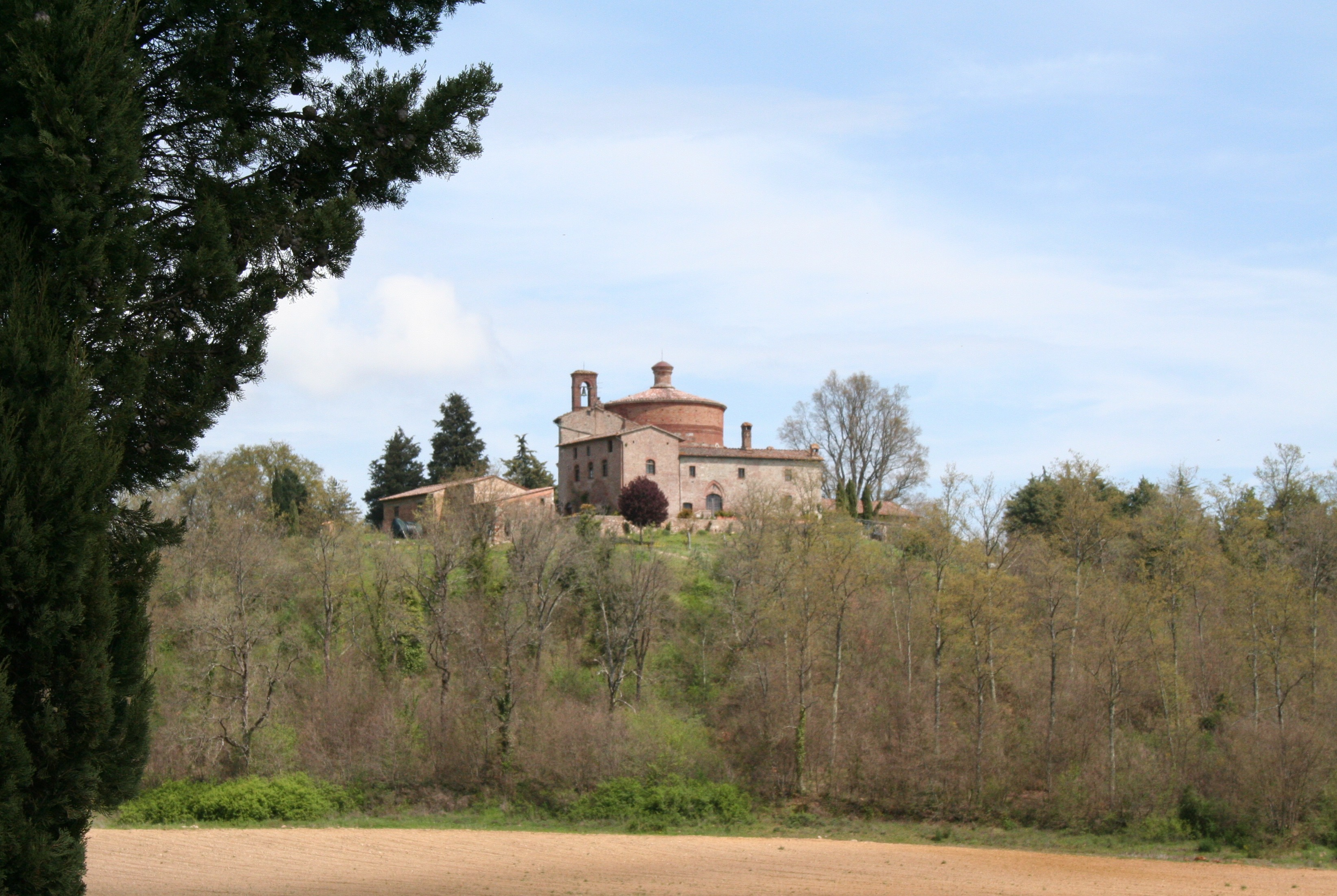
Montesiepi
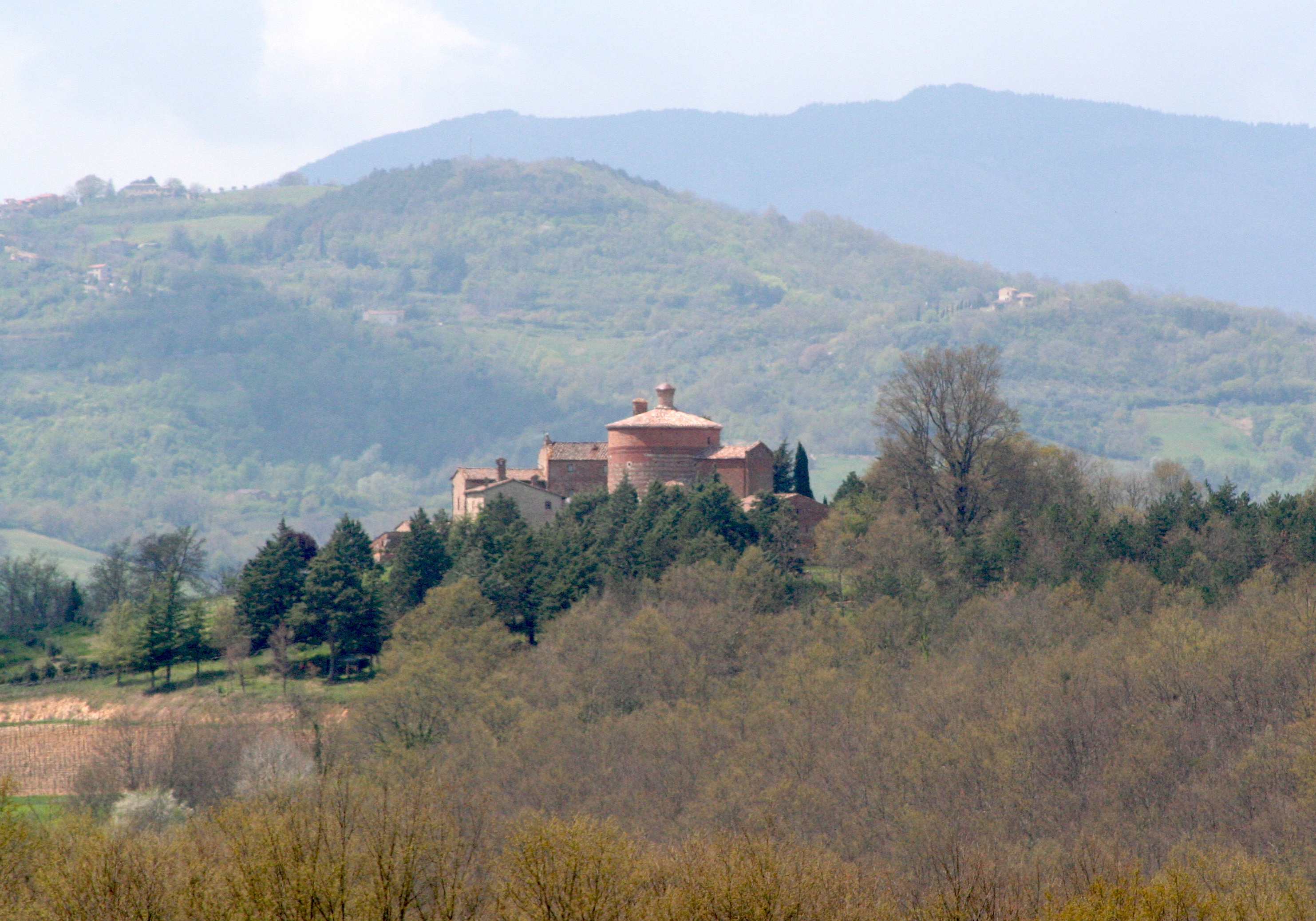
Montesiepi von Osten
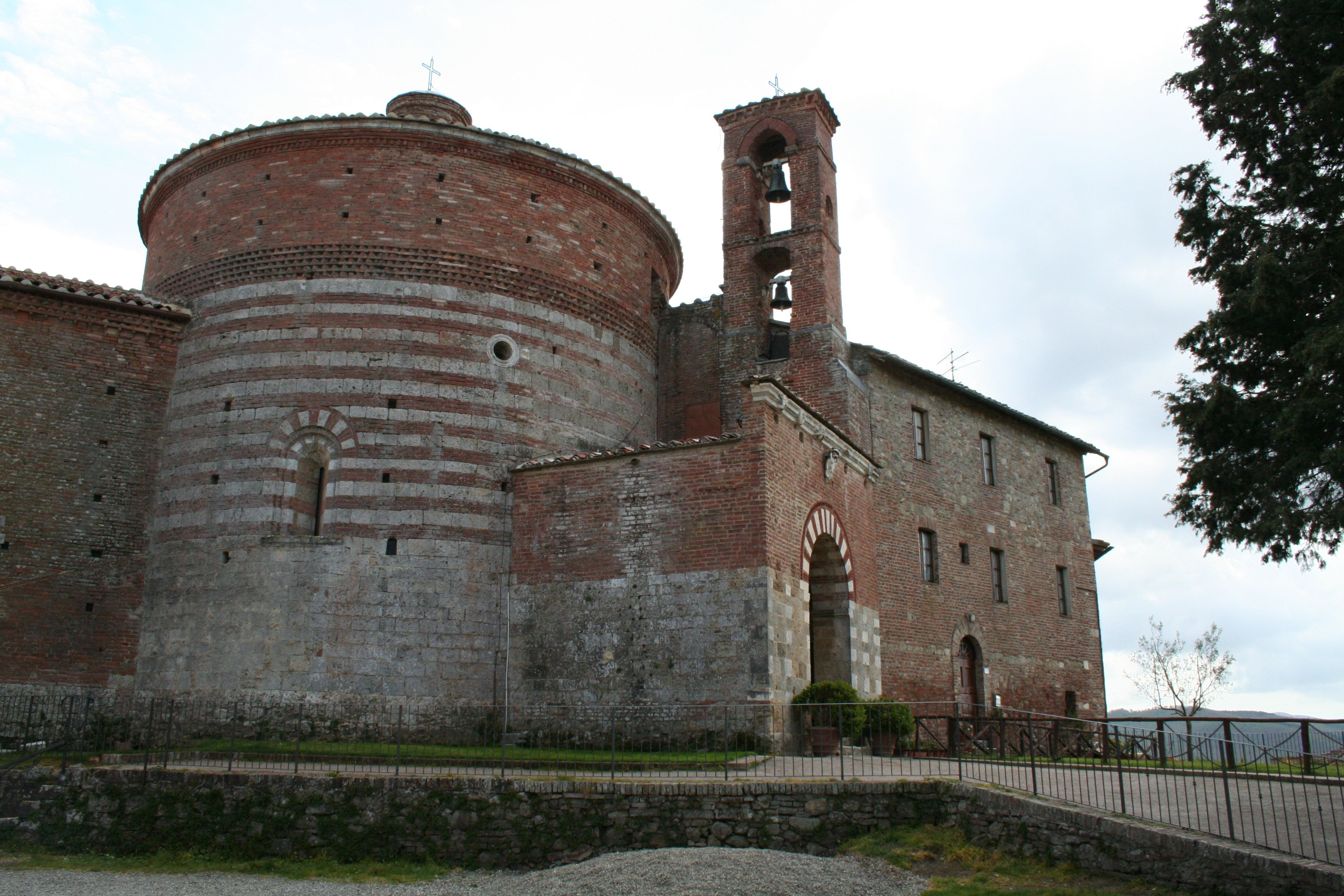
Kirche von Montesiepi
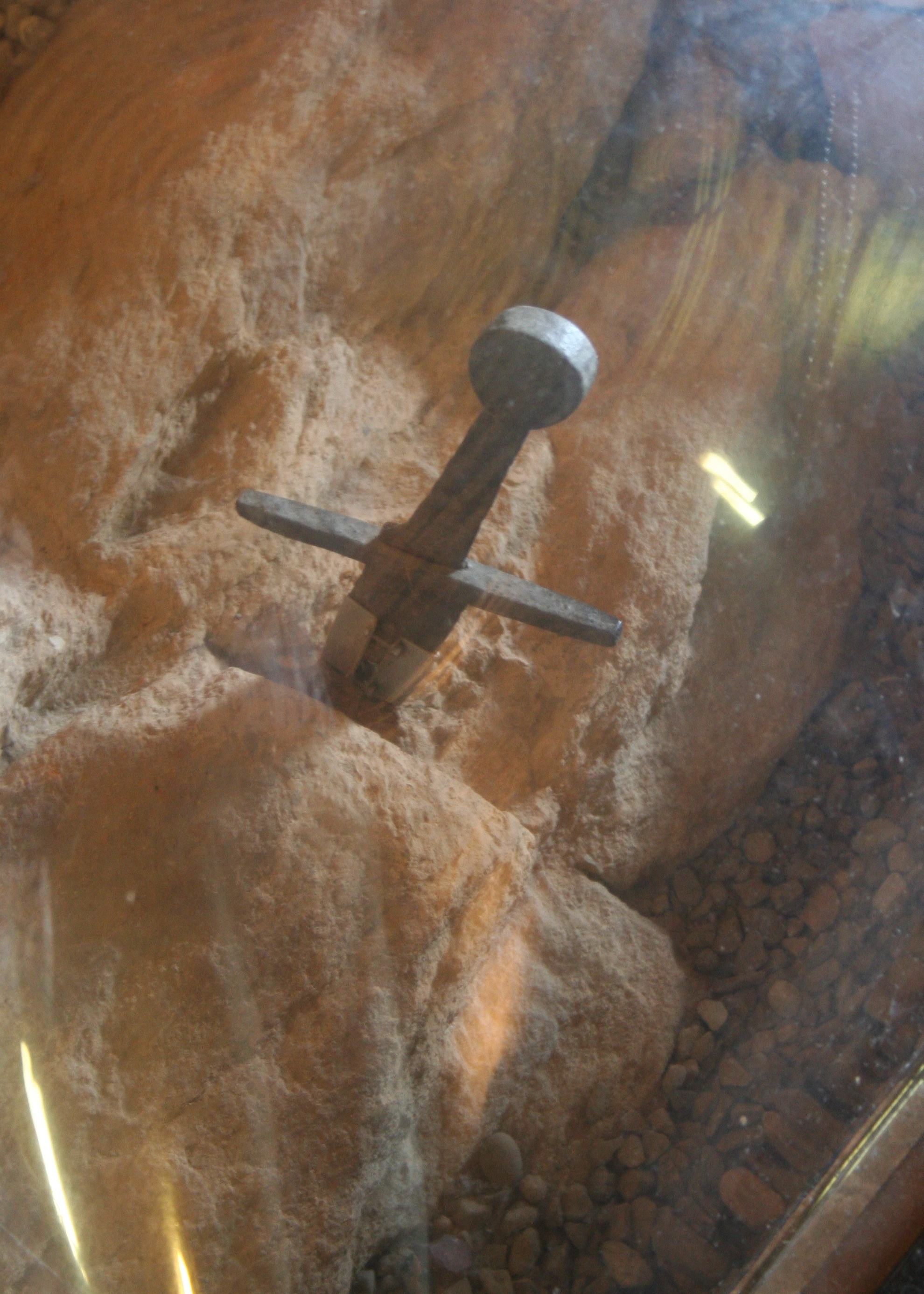
Schwert San Galganos

### San Galgano

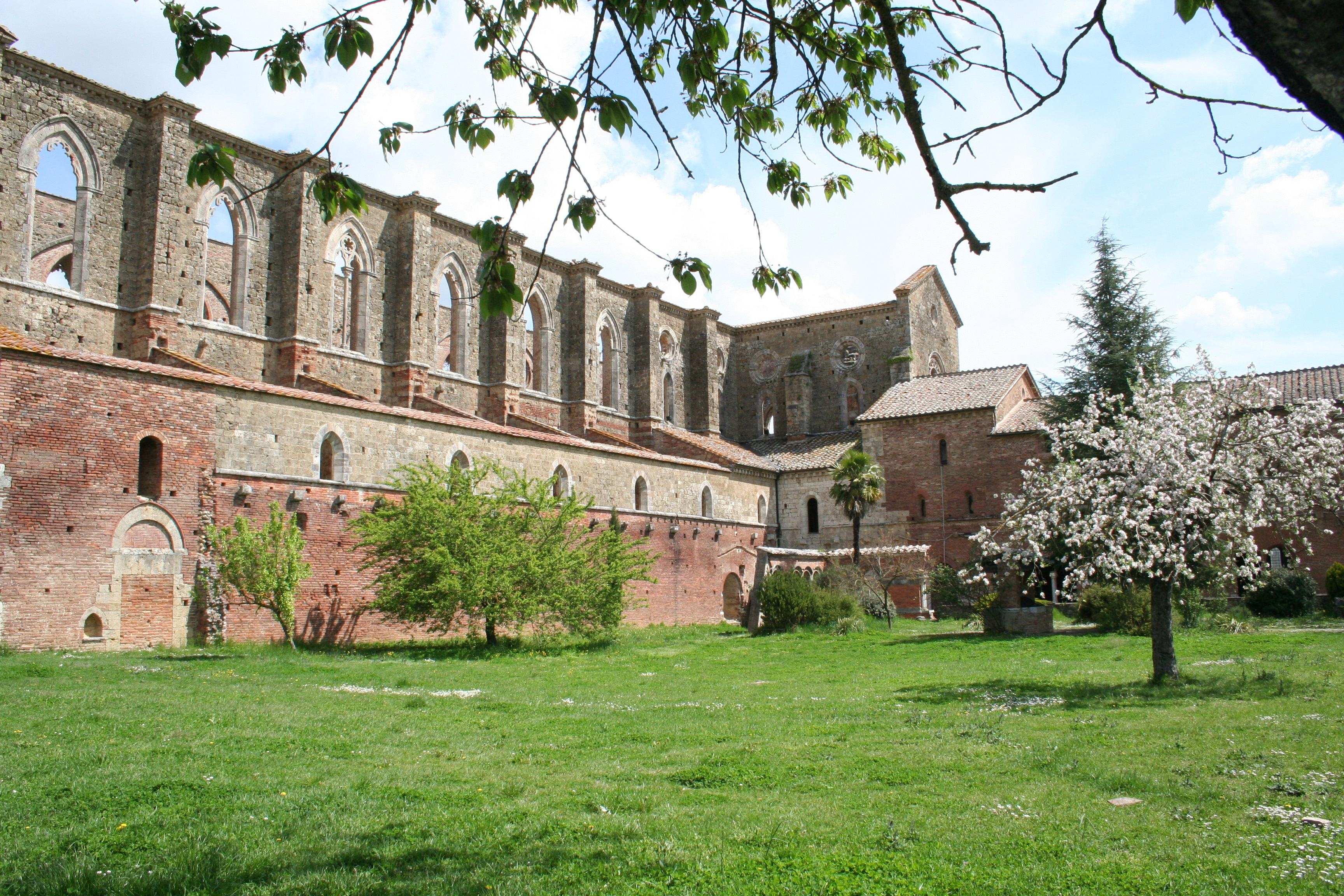
Blick zum Kreuzgang
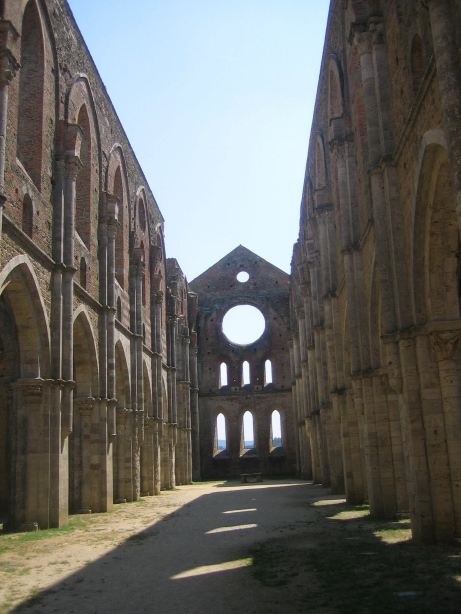
Blick gegen den Chor von innen
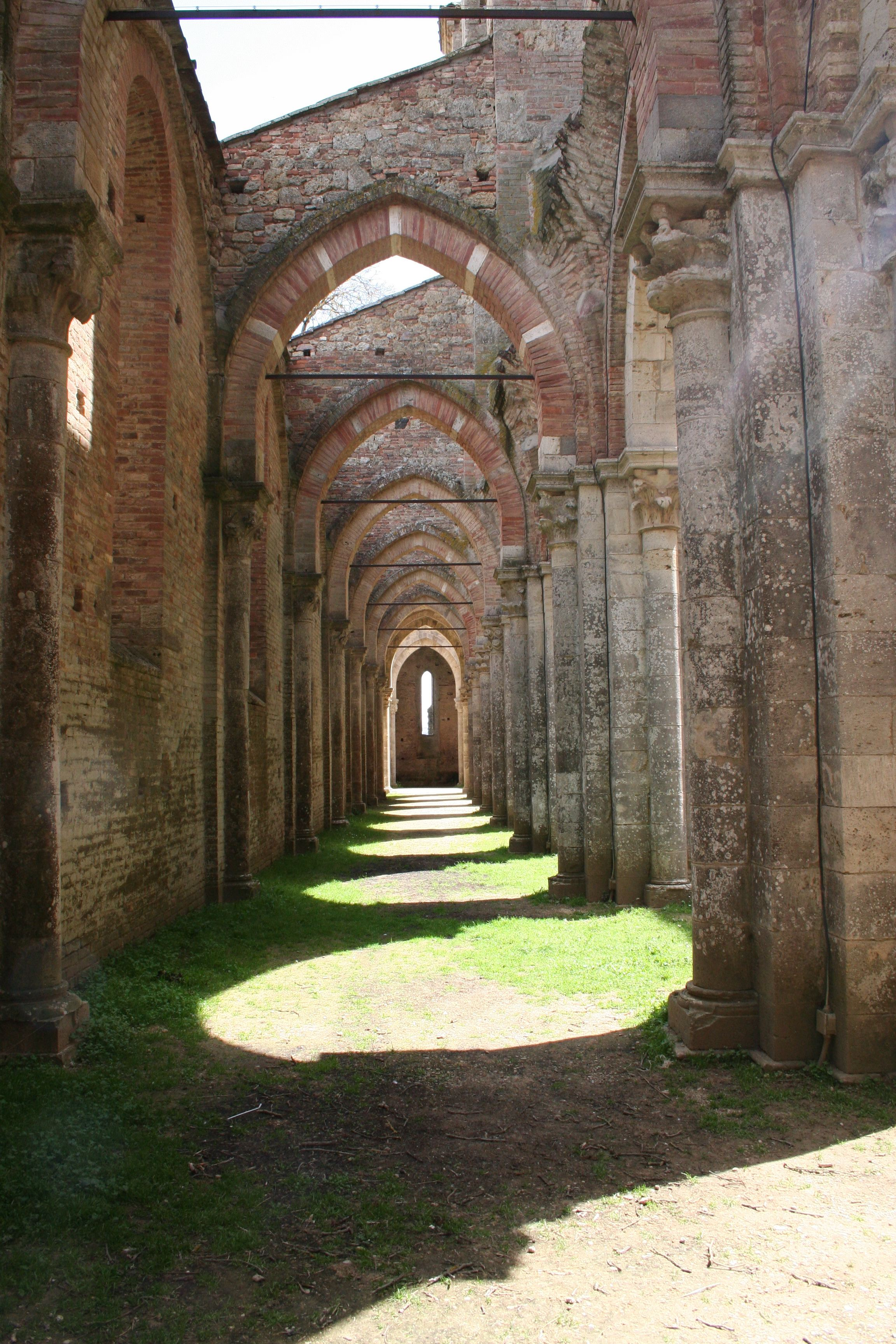
Seitenschiff
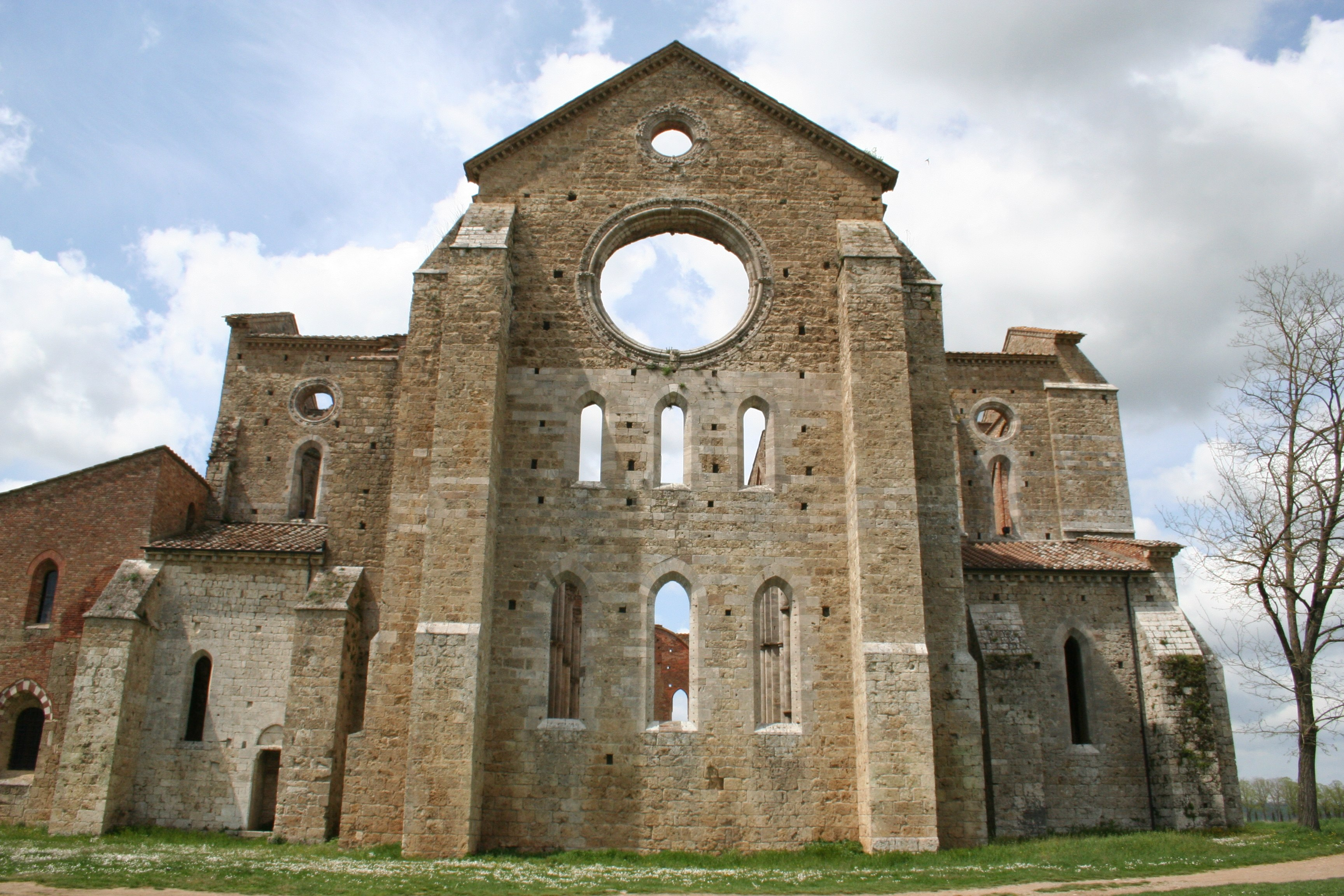
Blick gegen den Chor von außen

## Film
Einer größeren (internationalen) Öffentlichkeit wurde die Abteiruine durch den Film Nostalghia (1983) des russischen Regisseurs Andrei Tarkowski bekannt, in dessen Schlusseinstellung sie zu sehen ist.
Ebenfalls zu sehen ist die Abteiruine in einer Szene des Kriminalfilms Abgeschoben (1950) von Robert Siodmak.